# Franziska Pietsch
Franziska Pietsch (* 22. September 1969 in Halle (Saale)) ist eine deutsche Geigerin der klassischen Musik.

## Leben
Franziska Pietsch stammt aus einer Musikerfamilie und ist aufgewachsen in Ostberlin. Mit fünf Jahren erhielt sie ihren ersten Geigenunterricht. Als Elfjährige gab sie ihr Debüt an der Komischen Oper in Berlin und konzertierte als Solistin mit Orchestern der DDR. Als Jungstudentin begann sie ein Studium an der Hochschule für Musik „Hanns Eisler“ Berlin bei Werner Scholz. Bis zur Flucht aus der DDR in die Bundesrepublik des Vaters 1984 bei der Gelegenheit einer Tournee durch Österreich genoss sie eine besondere Förderung des Staates. Es folgten zwei Jahre mit Repressionen durch den Staat. Nach Stellen eines Ausreiseantrags konnte sie 1986 als 16-Jährige mit ihrer Mutter und jüngeren Schwester zur Familienzusammenführung in die Bundesrepublik Deutschland ausreisen.
Sie setzte ihre musikalische Ausbildung bei Ulf Hoelscher in Karlsruhe, Jens Ellermann in Hannover, sowie Dorothy DeLay an der Juilliard School in New York fort. Darüber hinaus absolvierte sie Meisterkurse bei Wanda Wiłkomirska, Ruggiero Ricci, Herman Krebbers und Zakhar Bron.
Ihre internationale Konzerttätigkeit als Solistin führte sie in verschiedene Länder Europas, nach Amerika und Asien. Sie konzertierte unter anderem mit Dirigenten wie Antoni Wit, Arpad Joo, Moshe Atzmon, Julia Jones, Toshiyuki Kamioka, George Hanson und Cristian Măcelaru.
Die mit ihrem Duo-Partner am Klavier Detlev Eisinger 2015 veröffentlichte CD mit allen Grieg-Sonaten wurde für den Preis der deutschen Schallplattenkritik 04/2015, sowie für den International Classical Music Award (ICMA) 2016 nominiert.
In den Jahren 1998 bis 2002 war sie 1. Konzertmeisterin im Sinfonieorchester Wuppertal und von 2006 bis 2010 die 2. Solistin im Philharmonischen Orchester von Luxemburg. Sie bekam Einladungen als Konzertmeisterin an der Düsseldorfer Oper, Frankfurter Oper, sowie im WDR in Köln.
Zusammen mit der Pianistin Hyun Jung Kim-Schweiker und dem Cellisten Hans-Christian Schweiker hatte Pietsch im Jahr 2000 das Trio Testore, benannt nach der Geigenbauerfamilie, gegründet. Das Trio hat zum 10. Jubiläum sein eigenes Kammermusikfestival „Mai – Klassik“ in Alsdorf ins Leben gerufen. Eine mit Werken von Rachmaninov und Tchaikowsky 2014 veröffentlichte CD-Aufnahme wurde für den „International Classical Music Award (ICMA) 2015“ nominiert. 2015 trennte sich Pietsch von dem Ensemble.
2014 gründete sie zusammen mit Sophia Reuter, Viola, und Johannes Krebs, Violoncello, das Streichtrio Lirico. Im Jahre 2017 veröffentlichten sie ihre erste gemeinsame CD mit Werken von Max Reger. Seit 2021 ist Hila Karni neue Cellistin des Ensembles. Seit August 2023 ist Atilla Aldemir neuer Bratschist in dem Trio.
Mit dem Pianisten Josu de Solaun, ihrem Duo-Partner seit 2018, veröffentlichte sie 2019 eine CD mit Werken von Richard Strauss und Dmitri Schostakowitsch. Diese wurde mit zwei weiteren ihrer aktuellen Produktionen für den ICMA 2020 nominiert. Für ihre CD Fantasque, welche sie mit dem Pianisten Josu de Solaun aufgenommen hat, wurde sie am 20. Januar 2021 mit dem ICMA Preis, Kategorie: Chamber music, ausgezeichnet.
Franziska Pietsch ist Begründerin des Festivals Winter Klassik im Sorbischen Museum Bautzen, welches im Januar 2024 zum ersten Mal stattfand.
Sie spielt eine Violine von Carlo Antonio Testore (Mailand) von 1751.
Franziska Pietsch ist verheiratet und hat einen Sohn.

## Auszeichnungen
- 3. Preis des Internationalen Kocian Violin Wettbewerbs[8] in Ústí nad Orlicí (1981).
- 1. Preis des Bach-Wettbewerbs für Schüler und Jugendliche in Leipzig (1982).
- Parke-Davis Förderpreis 1987.
- Gewinnerin der Maria Canals International Music Competition in Barcelona 1989.[9]
- 2. Preis des Internationalen Violinwettbewerbs Rudolfo Lipizer Preis in Gorizia 1989.[10]
- Preis der Brahms Gesellschaft Baden-Baden (1989).
- Vierteljahrespreis der Deutschen Schallplattenkritik (PdSK) 2018.[11]
- International Classical Music Award (ICMA) 2021, Kategorie: Chamber music[6]

## Lyrik
Die Gedichte von Franziska Pietsch wurden erstmals zusammen mit den Bildern der Künstlerin Nasrah Nefer in einem Buch Seelenlandschaften, Gedichte und Malerei im September 2015 veröffentlicht.

## Diskographie
- Ludwig van Beethoven (Kreutzer Sonate, Sonate für Klavier und Violine No. 9, A-Dur op. 47) Parke Davis Förderpreis 1987. J. Pasquier, Piano, F. Pietsch, Violine, u. a. L. Honda-Rosenberg, Violine, I. Schibilak, Piano. Teldec 66.28353, 1987, 2 LP
- Johannes Brahms (Klaviertrio No. 2, op. 87), Dmitri Schostakowitsch (Klaviertrio Nr. 2, op. 67), Trio Testore: Franziska Pietsch, Violine, H. C. Schweiker, Violoncello, H. J. Kim-Schweiker, Piano. audite 40.003, 2011, CD
- Johannes Brahms, The complete Piano Trios, Trio Testore: Franziska Pietsch, Violine, H. C. Schweiker, Violoncello, H. J. Kim-Schweiker, Piano. audite 91.688, 2013, 2 CD
- Ludwig van Beethoven, Wolfgang Amadeus Mozart, Johannes Brahms, Duo Pietsch Eisinger: Franziska Pietsch, Violine, Detlev Eisinger, Piano. Musicom 020422, 2014, CD
- Sergei Rachmaninow (Trio éliaque Nr. 1), Pyotr Tchaikowsky (Piano Trio op. 50), Trio Testore: Franziska Pietsch, Violine, H. C. Schweiker, Violoncello, H. J. Kim-Schweiker, Piano. audite 92.691, 2014, CD
- Edvard Grieg, The Violin Sonatas (no. 2 op 13, no. 1 op. 8, no. 3 op. 45), Franziska Pietsch, Violine, Detlev Eisinger, Piano. audite 97.707, 2015, CD
- Sergei Prokofiev: Works for Violin and Piano, Violin Sonatas op. 80 and 94b, Cinq Mélodies, op. 35b, Franziska Pietsch, Violine, Detlev Eisinger, Piano. audite 97722, 2016, CD
- Karol Szymanowski, Mythes op. 30, Romance op. 23, César Franck, Violin Sonate FWV 8, Franziska Pietsch, Violine, Detlev Eisinger, Piano. audite 97.726, 2017, CD
- Max Reger, String Trios (no.2 op. 141b, no. 1 op. 77b) and piano quartet (no. 2 op. 133) Trio Lirico: Franziska Pietsch, violin, Sophia Reuter, viola, Johannes Krebs, violoncello and Detlev Eisinger, Piano. audite 97.714, 2017, CD
- Sergei Prokofiev, violin concertos (no. 1 op. 19, no 2 op. 63) Franziska Pietsch, violin, Deutsches Symphonie-Orchester Berlin (DSO), Cristian Măcelaru, conductor, audite 97733, 2017, CD
- Béla Bartok, Sergei Prokofiev, Eugène Ysaye, works for solo violin, (Sz 117, op. 115, op. 27/2, op. 27/3) Franziska Pietsch, violin. audite 97758, 2018, CD
- Richard Strauss (Op. 18), Dmitri Shostakovich (Op 134), sonatas for violin and piano, Franziska Pietsch, violin, Josu de Solaun, piano. audite 97.759, 2019, CD
- Mieczyslaw Weinberg (Op. 48), Krzysztof Penderecki, Alfred Schnittke, string trios, Trio Lirico: Franziska Pietsch, violin, Sophia Reuter, viola, Johannes Krebs, violoncello. audite 97.753, 2019, CD
- Gabriel Fauré (Op. 13), Claude Debussy (L.140), Maurice Ravel (M.77), Francis Poulenc (FP. 119), title: Fantasque, sonatas for violin and piano, Franziska Pietsch, violin, Josu de Solaun, piano. audite 97751, 2020, CD
- Béla Bartok, violin Sonatas (no. 1, Sz. 75, no. 2 Sz. 76), Romanian Folk Dances (Sz. 56), title: The Quiet Revolutionary, Franziska Pietsch, violin, Maki Hayashida, piano. Odradek ODRCD419, 2021, CD
- Ernö Dohnānyi (Op. 21), violin sonata, Zoltan Kodāly (Op. 7), duo for violin and cello, Franz Liszt, Tristia, La Vallée d'Obermann S. 723, title: Hungarian Heights, Franziska Pietsch, violin, Hila Karni, cello, Maki Hayashida, piano. Odradek ODRCD433, 2023, CD
- Eugène Ysaye, Streichtrio 'Le Chimay', Péter Eötvös, Streichtrio (in memoriam Christophe Desjardins), Zoltán Kodály, Intermezzo für Streichtrio, Ernst von Dohnányi, Serenade für Streichtrio (op. 10), Trio Lirico: Franziska Pietsch, violin, Sophia Reuter, viola, Hila Karni, violoncello. audite 97815, 2024, CD
- Richard Strauss, Violin Concerto in D minor, Op. 8, TrV 110, Édouard Lalo, Symphonie Espagnole, Op. 21, Franziska Pietsch, violin, Orquesta Ciudad de Granada, Jonathan Pasternack. Aria Classics AS 00352, 2025, CD